# Gerhard Seeberg
Gerhard Seeberg (født 30. juli 1734 i Tønsberg, død 27. juni 1813 i København) var en norsk præst. 
Han fik tidlig anledning til at gøre sørejser, blev dog 1752 student, tog attestats 1755 og prædikede til dimis 1757. Samme år fik han ekspektance på Tønsberg sognekald, men det blev ikke ledigt, og han vendte tilbage til Danmark, fik plads på Elers’ Kollegium, hørte alle slags forelæsninger undtagen medicinske og lagde sig til et bibliotek på 8 000 bind. Han kom herved i gæld, så han 1764 måtte begynde at søge embeder. Han blev bekendt i København for "fanatiske Griller", der intet andet have været end de almindelige pietistiske skrupler, vel kendte fra præsterne P.N. Holst og Ole Hersleb i Christian VI’s tid. Han fik imidlertid i stand en stor bog: Hellige Betragtninger over den allerhøjeste og dyrebareste Tros og Kjærligheds Lærdomme, en undervisning om Guds skabelse, opholdelse og styrelse og menneskets frelse, – den gamle dogmatik i en yderst kedsommelig form. Den udkom 1771 og er efter meddelelse i "Lærde efterretninger" udgiven på prinsesse Charlotte Amalies bekostning. 
Omsider fik han 1778 på arveprinsens udtrykkelige befaling det store kald Tunø, hvor han naturligvis optrådte som en ivrig vækkelsesprædikant. Han havde ikke været her et år, før han kom i ulejlighed efter en scene i kirken med en fordrukken klokker, hvem han afsatte. Han vedblev imidlertid til 12. september 1784. Der havde da meldt sig 70 kommunikanter, men han nægtede dem alle sakramentet. Flere gange nægtede han at rejse i sognebud. På den anden side pinede han menigheden med katekisationer til den sildige aften. Han blev nu sat under tiltale og i november 1795 ved Højesterets dom afsat. Han fik imidlertid pension og levede siden i København, stadig sysselsat med litterære arbejder under tiltagende sindsforvirring. Nogen betydning for menigheden fik hans vækkende prædiken ikke, men det kan bemærkes, at han blev Hans Nielsen Hauges sognepræst i dennes 8. år, og Hauges selvmordstanker ved denne tid tør have sin sammenhæng med Seebergs prædiken. Den har måske haft større betydning, end Hauge selv ville erkende.